# Ferrari SF90 Stradale
Ferrari SF90 Stradale – hybrydowy hipersamochód produkowany pod włoską marką Ferrari w latach 2019–2024.

## Historia i opis modelu

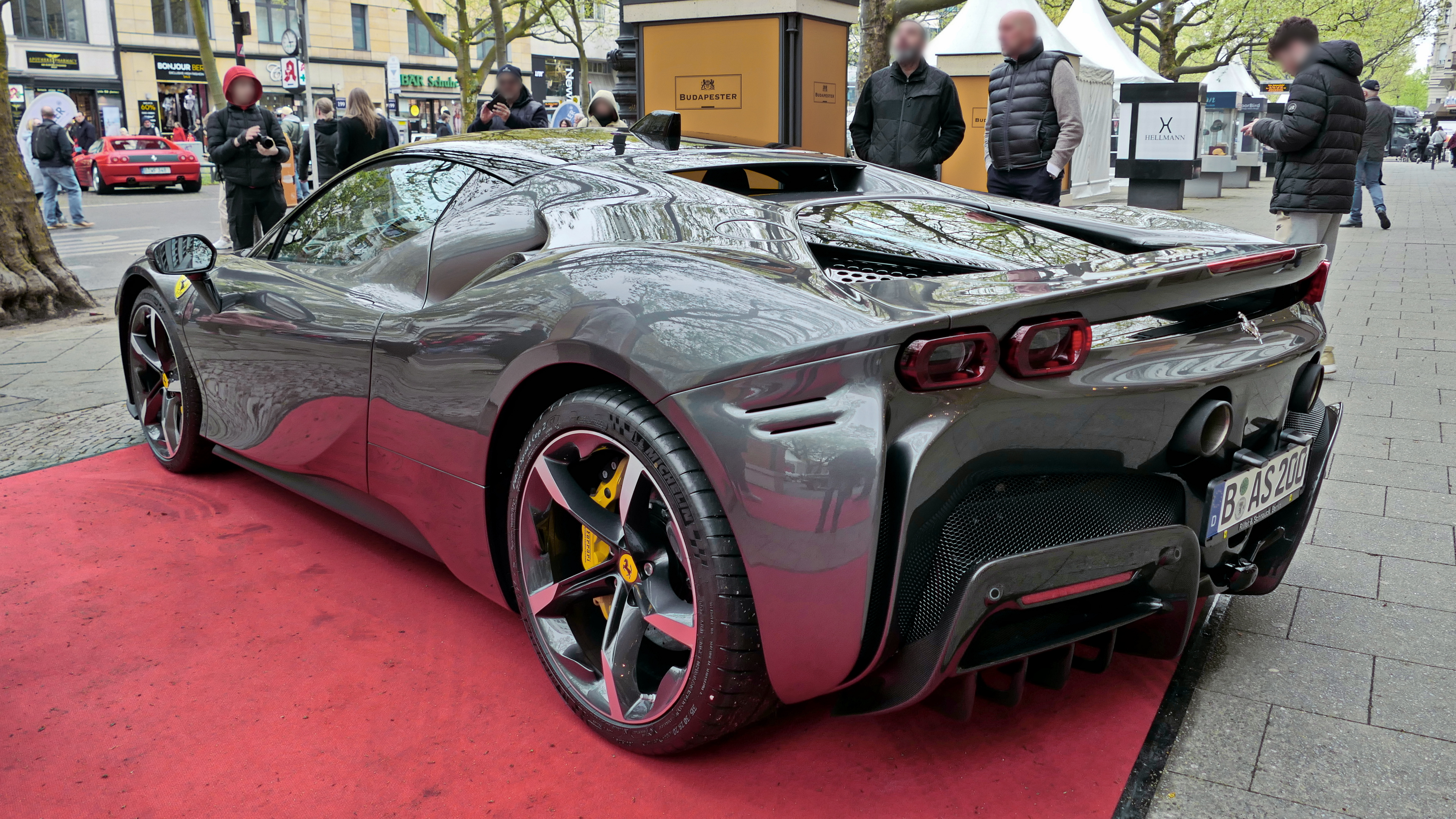
Ferrari SF90 Stradale - tył

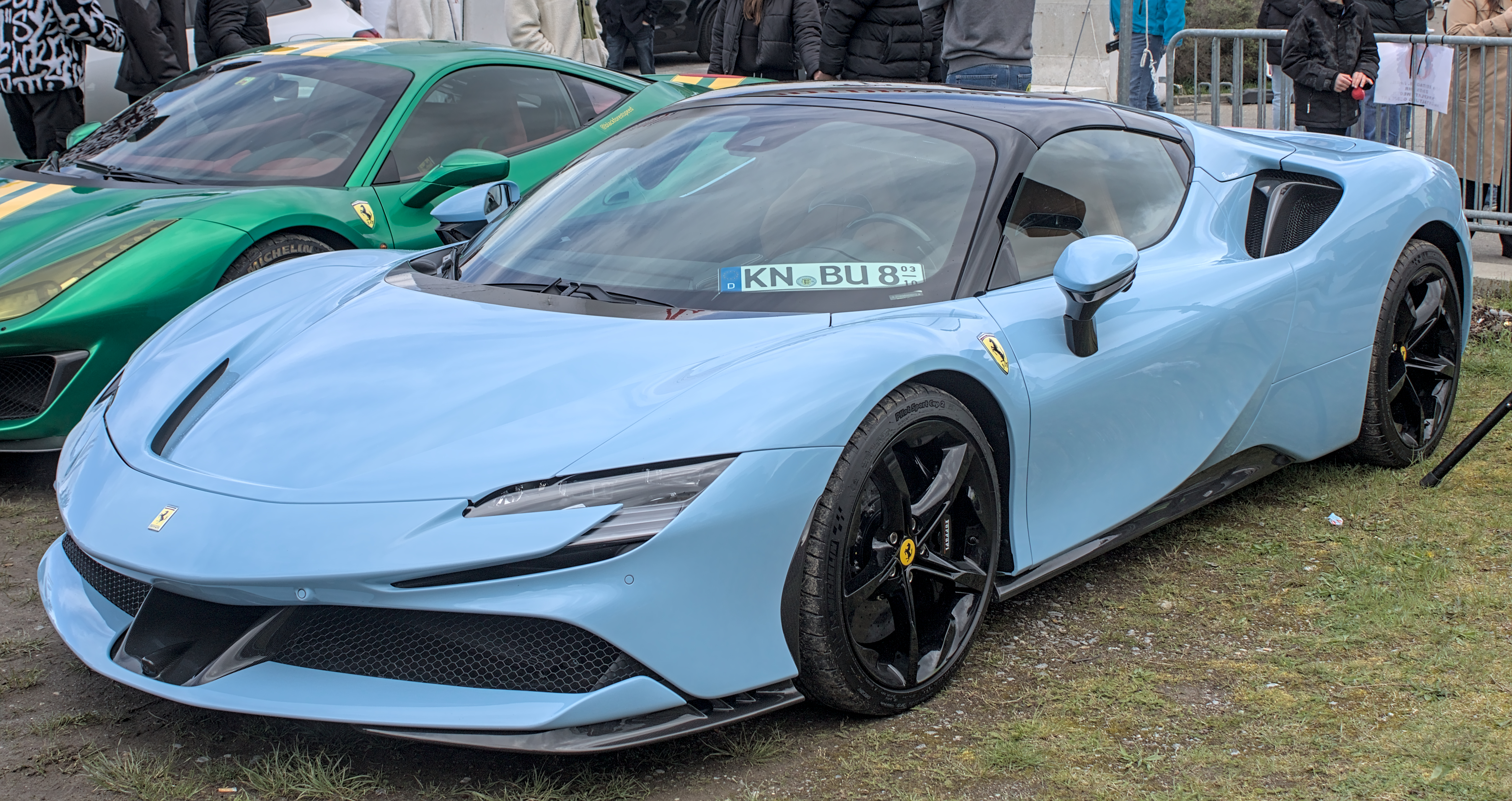
Ferrari SF90 Spider

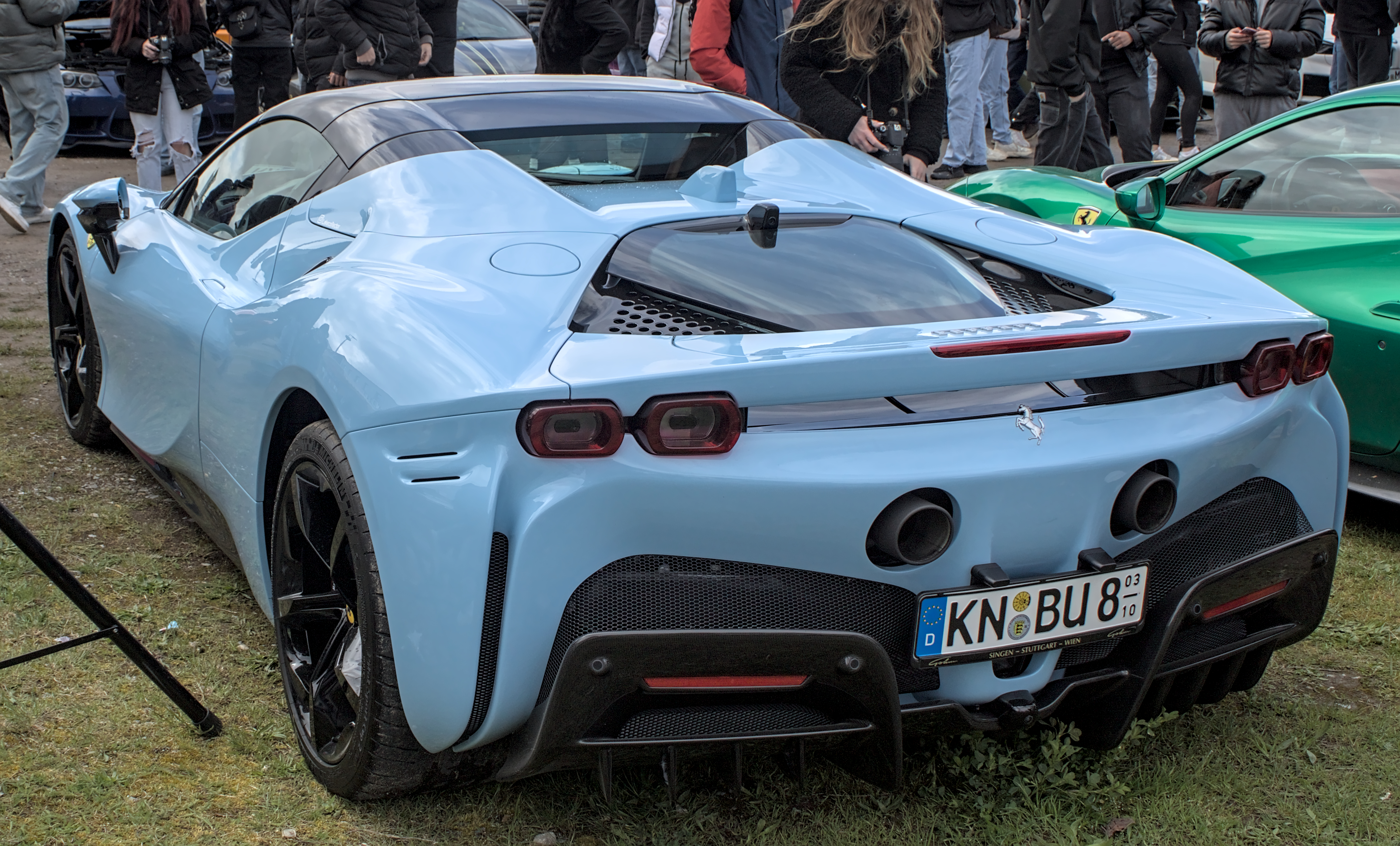
Ferrari SF90 Spider - tył

Pierwsze oficjalne fotografie i informacje na temat Ferrari SF90 Stradale producent opublikował w połowie czerwca 2019 roku. Samochód utrzymano w kolejnej generacji stylistyki włoskiej firmy, wyróżniając się przez to m.in. małymi, nisko osadzonymi reflektorami, a także podwójnymi lampami przypominającymi kształtem zaokrąglony prostokąt. Dla zachowania jak najlepszych właściwości aerodynamicznych, nadwozie wzbogacono licznymi wlotami powietrza, a przód zyskał szpiczasty kształt.
Kabina pasażerska została utrzymana w estetyce tożsamej z tańszymi i niżej pozycjonowanymi produktami Ferrari. Głównym miejscem do sterowania pojazdem został 16-calowy, zakrzywiony ekran pełniący funkcję m.in. cyfrowych zegarów, a także wskazań układu napędowego. Minimalistyczna konsola centralna zyskała niewielki panel przełączników, a przed kierowcą dodatkowo znalazł się wyświetlacz typu heads-up.
W pierwszej kolejności zadebiutowała odmiana z zamkniętym dachem typu coupe, z kolei rok po premierze ofertę poszerzył także roadster. Ferrari SF90 Spider wyróżniło się twardym, chowanym dachem typu hardtop, będąc w momencie premiery w listopadzie 2020 najszybszym otwartym drogowym pojazdem na świecie.

### SF90 XX
We wrześniu 2023 zaprezentowana została specjalna, wyczynowa odmiana SF90 XX. Wbrew nazwie, samochód uzyskał homologację drogową, poszerzając przeznaczenie poza tradycyjnym, torowym. Charakterystycznymi cechami wizualnymi zostały inne reflektory, obszerniejsze wloty powietrza z niższym profilem zderzaków, przeprojektowany tył z wąską listwą świetlną, a także nakładki na progi z włókna węglowego. Masa całkowita została obniżona o 3,5 kilogramów, a ten sam hybrydowy układ napędowy wzmocniono do 1030 KM.

### Sprzedaż
Ferrari SF90 Stradale powstało z myślą o ściśle limitowanej wielkości produkcji. Produkcja hipersamochodu rozpoczęła się pod koniec 2019 roku Maranello,z ceną wynoszącą 1,3 miliona euro. Po niespełna 5 latach produkcji, w sierpniu 2024 roku rozpoczęto jej stopniowe wygaszanie poczynając od odmiany z zamkniętym dachem, dopiero w drugiej kolejności obejmując wariant Spider.

### Dane techniczne
SF90 Stradale został pierwszym modelem Ferrari, który wyposażono w napęd hybrydowy typu plug-in. Oferuje możliwość poruszania się na samym silniku elektrycznym na dystansie do 25 kilometrów, jednak bez przekraczania 135 km/h. Akumulator napędu, o pojemności 7,9 kWh może być ładowany z gniazdka. Układ napędowy tworzą silniki elektryczne i położony centralnie przed tylną osią, zmodernizowany, podwójnie turbodoładowany silnik V8 o pojemności 4 litrów. Rozwijający moc 780 KM i 800 Nm maksymalnego momentu obrotowego. Całkowita moc układu napędowego wynosi 1000 KM, co pozwala osiągnąć 100 km/h w 2,5 sekundy.